# Mušlovský potok
Mušlovský potok je malý potok v okrese Břeclav, odvodňující jižní část Mikulovské vrchoviny. Je dlouhý asi 6,5 km a je největším levým přítokem Včelínku, do kterého se vlévá v Novém rybníku.

## Průběh toku
Pramení pod Starou horou (351 m n. m.) jihovýchodně od Klentnice a teče nejprve na jih, zalesněným údolím a níže podél zahrádkářské kolonie na severovýchodním okraji Mikulova. Pak protéká průsmykem mezi Svatým kopečkem a Janičovým vrchem (odtěženým do podoby zatopeného lomu) a ostře mění směr na východ. Pod cihelnou („U Hrobu“) přijímá bezejmenný levý přítok z lokality Na cvičišti a brzy poté se obrací zase k jihu. Obtéká zleva přírodní památku Kienberg, přijímá zleva občasný přítok z obory Bulhary, načež napájí Mušlovský horní a Mušlovský dolní rybník. Pak se nakrátko obrací na západ a pak znovu k jihu, načež se západně od osady Mušlov vlévá do Nového rybníka na Včelínku.
Vede přes něj silnice II/421 a silnice I/40.